# Испанско-мозамбикские отношения
Испанско-мозамбикские отношения — двусторонние дипломатические отношения между Испанией и Мозамбиком. Мозамбик имеет посольство в Мадриде. Испания имеет посольство в Мапуту и консульства в Бейре и Пембе.

## Дипломатические отношения
Двусторонние политические отношения хорошие. После официального визита президента Гебузы в Испанию в 2010 году SEAEX отправился в Мапуту в январе 2015 года, чтобы присутствовать на инаугурации президента Ньюси, и направил президенту Ньюси устное приглашение посетить Испанию.
Двусторонние отношения традиционно лежали в основе деятельности по сотрудничеству в целях развития. Фактически Мозамбик является одной из приоритетных стран испанского сотрудничества. С 1990 года в Мапуту работает Управление по техническому сотрудничеству, и до марта 2016 года было проведено шесть смешанных комиссий. 27 ноября 2014 года в Мапуту Испания и Мозамбик подписали Рамочную программу ассоциации стран (MAP) на период 2014-2016 годов: деятельность была сосредоточена в трёх областях: развитие сельских районов, хорошее управление и здравоохранение, а приоритетной провинцией останется Кабо Дельгадо. MAP устанавливает справочную финансовую основу в размере 46,5 миллионов евро в виде пожертвований в виде бюджетной помощи, что является способом исполнения, предпочитаемым властями Мозамбика, программной помощи, софинансирования ONGD, программы и проектов конверсии долга. через международные организации. С 2009 года испанская ОПР для Мозамбика превысила 190 миллионов евро: Мозамбик является основным получателем испанской помощи в Африке к югу от Сахары с 2011 года.

## Экономические отношения
Несмотря на неопределённость, экономический рост Мозамбика и крупные проекты, связанные с газом, открывают для испанских компаний интересные перспективы для использования деловых и инвестиционных возможностей в стране. Высокий технологический профиль испанских компаний в машиностроительном, инфраструктурном или телекоммуникационном секторах, который играет ключевую роль в развитии страны, является сравнительным преимуществом. Также представляет интерес проникновение испанского бизнеса в Португалию, где у многих испанских компаний есть дочерние компании и филиалы, которые могут извлечь выгоду из налоговых льгот, вытекающих из соглашения об избежании двойного налогообложения между Португалией и Мозамбиком. Сила испанских компаний в других африканских странах, например, Анголе, является стимулом для работы в Мозамбике. Экспорт Испании в Мозамбик остаётся на очень низком уровне. Торговый баланс характеризуется сильным дефицитом для Испании, которая занимает 71 позицию в рейтинге поставщиков Мозамбика и 72 позицию в рейтинге инвесторов в страну.

## Сотрудничество
Сотрудничество в целях развития является ключевой сферой присутствия Испании в Мозамбике, общие рамки которого включены в Основное соглашение о научно-техническом сотрудничестве и Протокол к нему о статусе экспертов по сотрудничеству, подписанный в декабре 1980 года. В соответствии с этим Соглашением с 1989 года. проводились последовательные заседания Смешанной комиссии, последнее из которых состоялось в июне 2005 г. в Мапуту (VI Смешанная комиссия, 2005-2008 гг.).
Мозамбик занимает шестое место в мире по получению ОПР от Испании. С 2004 года растущая часть взноса Испании направляется через такие инструменты, как общая и отраслевая бюджетная поддержка (в сфере здравоохранения и образования). Однако поддержка НПО по-прежнему составляла наибольшую долю среди направлений финансирования AECID.